# Ptyoptila matutinella
Espèce
Ptyoptila matutinella est une espèce d'insectes lépidoptères (papillons) de la famille des Oecophoridae.
On le trouve en Australie.

## Galerie

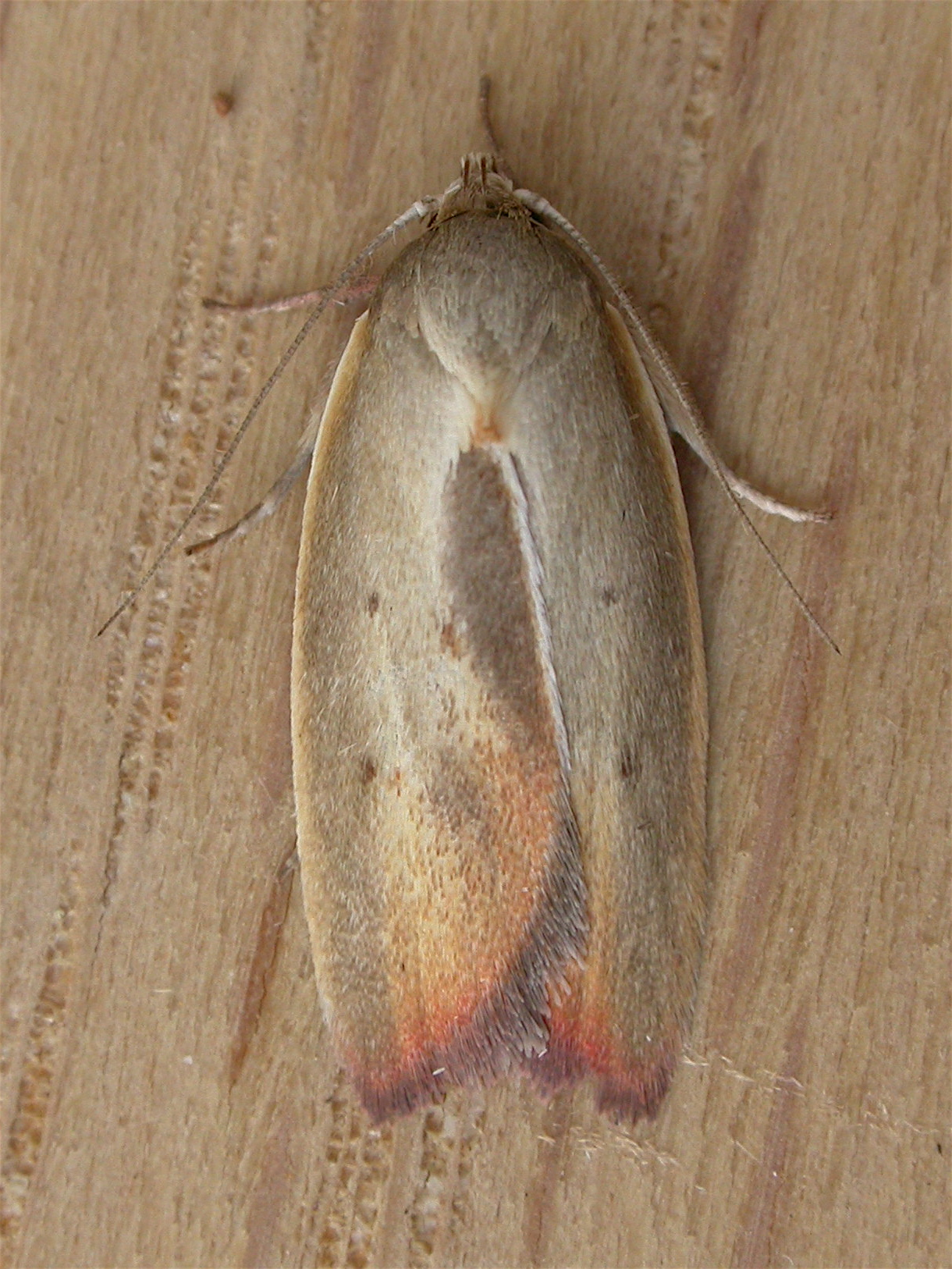